# 尋保網
尋保網是香港的一個家政服務網站，建立於2014年3月，主要提供保姆招聘和求職的服務，分為上門保姆、託兒保姆、陪月員、幼兒家庭教師四個版塊。